# Bouges-le-Château

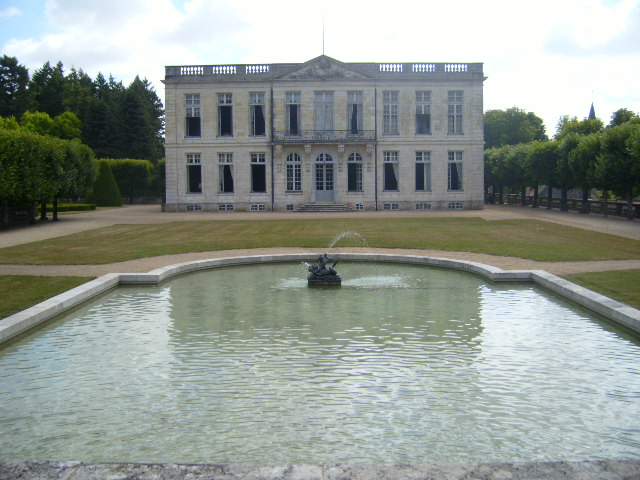

Bouges-le-Château is een gemeente in het Franse departement Indre (regio Centre-Val de Loire) en telt 265 inwoners (2004). De plaats maakt deel uit van het arrondissement Châteauroux.
Bezienswaardig is het Château de Bouges.

## Geografie
De oppervlakte van Bouges-le-Château bedraagt 34,2 km², de bevolkingsdichtheid is 7,7 inwoners per km².
De onderstaande kaart toont de ligging van Bouges-le-Château met de belangrijkste infrastructuur en aangrenzende gemeenten.

## Demografie
Onderstaande figuur toont het verloop van het inwonertal (bron: INSEE-tellingen).

1. ↑  Populations de référence 2022.